# Prospect Park (Park)

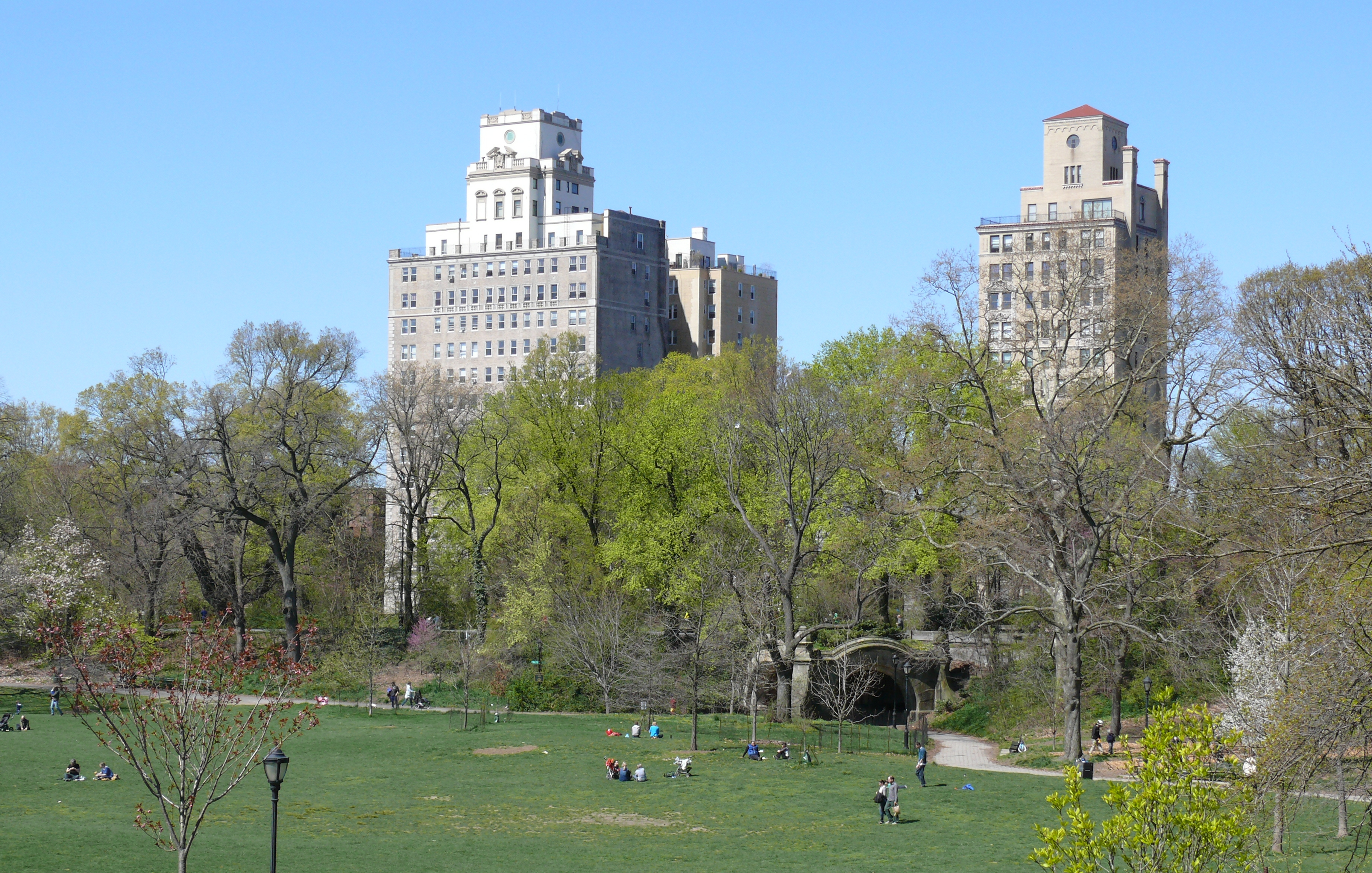
Blick aus dem Prospect Park auf Brooklyn.

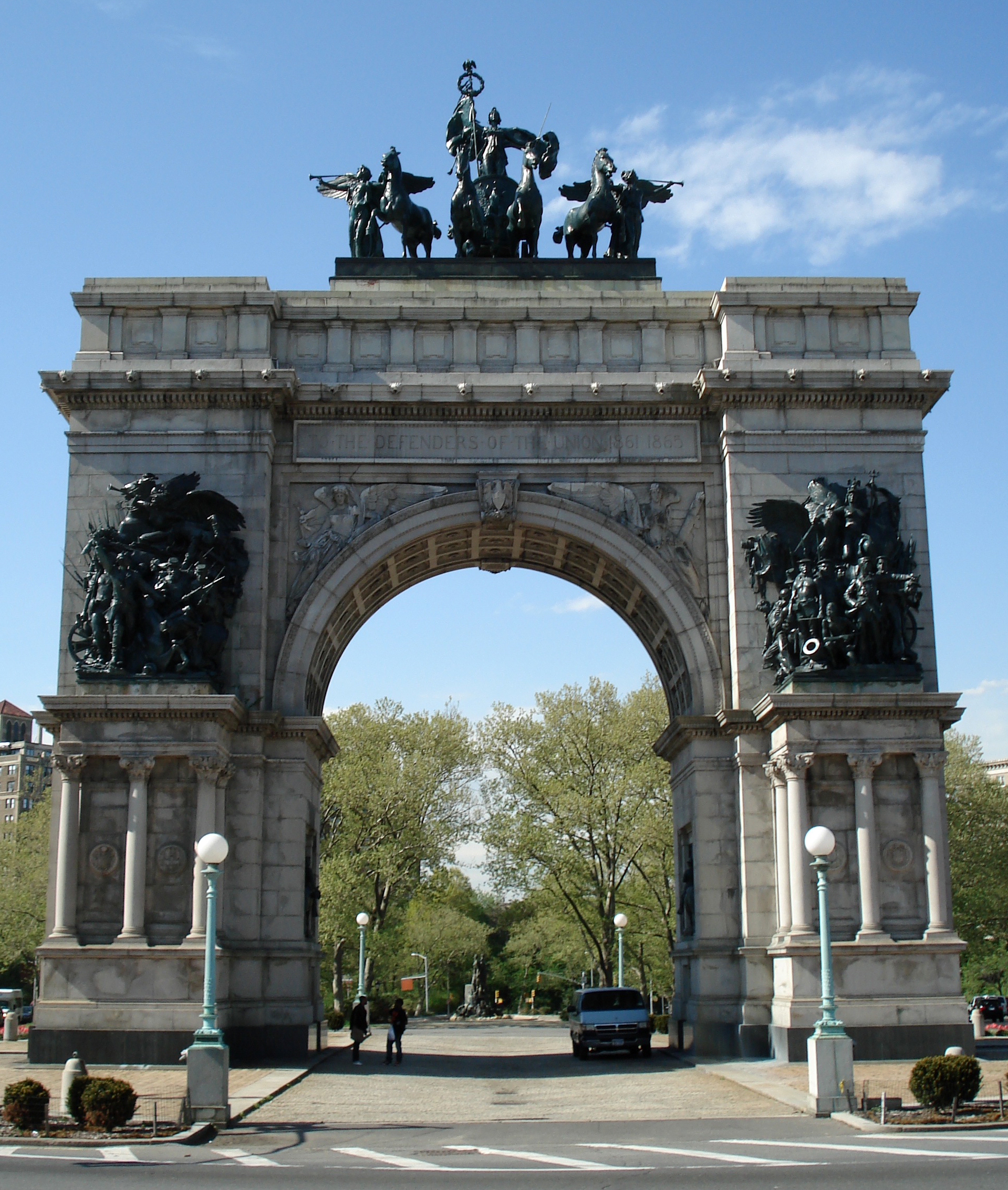
Die Grand Army Plaza bildet den markanten Zugang am nordwestlichen Ende des Parks.

Der Prospect Park ist eine im Jahr 1867 eröffnete, 2,4 km² große Parkanlage im östlichen Zentrum des Stadtbezirks (Borough) Brooklyn in New York City. Mit Bezug zum Park ist er von dem Grand Army Plaza im Norden und dem Botanischen Garten von Brooklyn im Osten flankiert. Der zweitgrößte Park von Brooklyn wird betrieben und unterhalten von NYC Parks und er ist Teil des Brooklyn-Queens Greenway. Der Park wurde von Frederick Law Olmsted und Calvert Vaux entworfen, nachdem sie ihre Arbeiten für den Central Park in Manhattan abgeschlossen hatten. Der Park befindet sich etwa 2,5 Kilometer südlich von Downtown Brooklyn und etwa 3 km südöstlich des historischen Zentrums Brooklyn Heights.
Die im östlichen Zentrum Brooklyns gelegene Parkanlage bildet strukturell den Mittelpunkt des Bezirks. Der Prospekt Park ist von sechs Stadtteilen umgeben. Von Norden im Uhrzeigersinn ausgehend sind dies: Prospect Heights, Crown Heights, Prospect Lefferts Gardens, Prospect Park South, Windsor Terrace und Park Slope. Den markanten Zugang zum Park im Nordwesten bildet der Grand Army Plaza.

## Geschichte

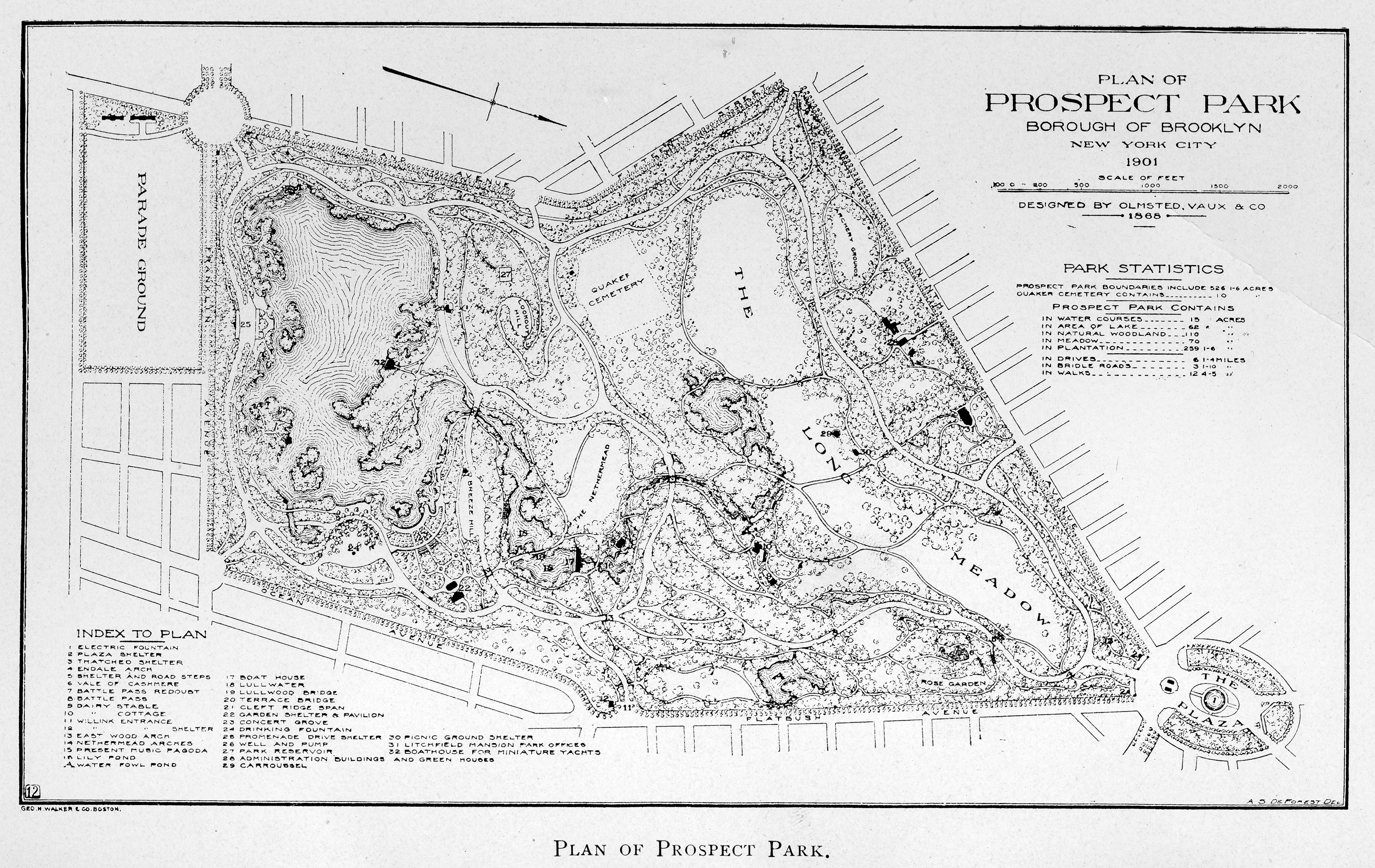
Plan des Prospect Park aus dem Jahr 1901.

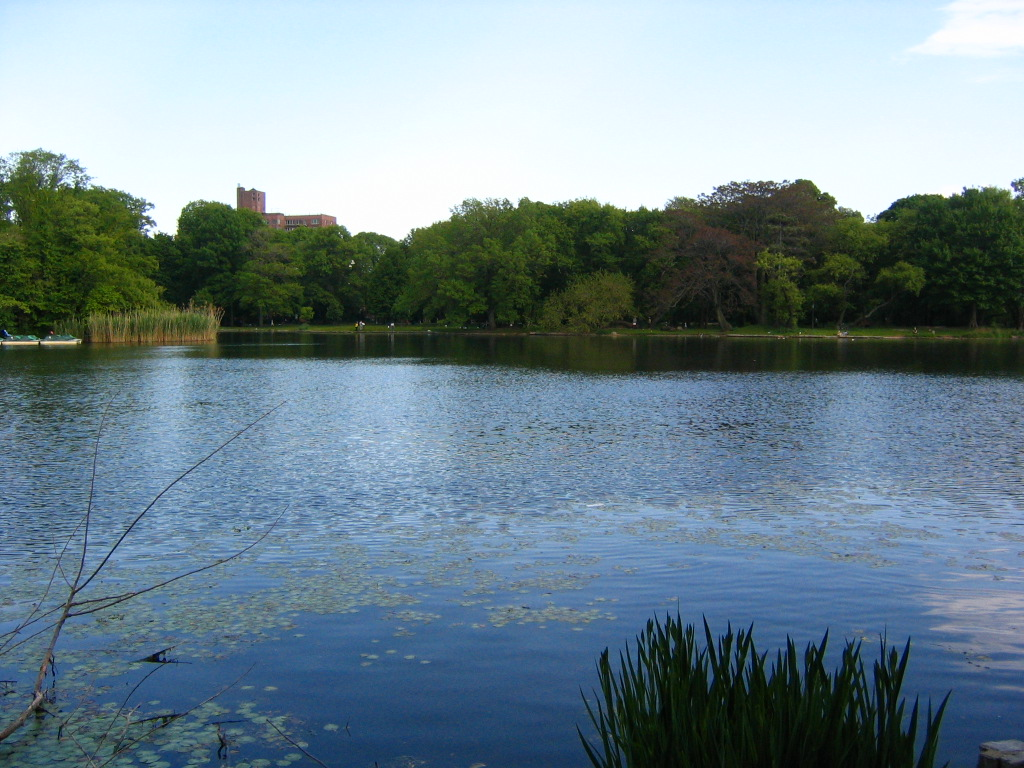
Der Prospect Park Lake.

1776, knapp 100 Jahre vor der Errichtung des Parks, fand auf dessen heutigem Areal die Schlacht von Long Island im Amerikanischen Unabhängigkeitskrieg statt.
Der Beschluss zur Erstellung einer großen Parkanlage in Brooklyn wurde am 18. April 1859 gefasst, womit eine 12-köpfige Kommission eingerichtet wurde, die mit der Ermittlung geeigneter Flächen sowie Planung und Bau betraut wurde.
Von den vorgeschlagenen Flächen war jene, die einen 1,3 km² großen Park rund um Mount Prospect vorsahen, die ambitionierteste. Die Gestaltung sollte nach einem Plan des Landschaftsarchitekten Egbert Viele erfolgen. Der Ausbruch des Sezessionskrieges 1861 unterbrach jedoch sämtliche Planungen.
Bevor nach Ende des Krieges 1865 die Umsetzung der Parkerrichtung fortgesetzt wurde, ließ der Kommissionsvorsitzende James S. T. Stranahan die Pläne des Landschaftsarchitekten Calvert Vaux durch Egbert Viele begutachten, um etwaige Mängel in der Planung noch beheben zu können.
Vaux hatte wenige Jahre zuvor den Central Park in Manhattan mitgestaltet. Viele fand die Teilung des Parkes durch die Flatbush Avenue problematisch und bevorzugte einen zusammenhängenden Park, der in der Mitte mit einem See ausgestattet werden könnte. Vaux’ Planänderungen sahen auch eine Vergrößerung der Parkfläche vor. Vaux zog nun auch noch seinen Partner von der Gestaltung des Central Parks, Frederick Law Olmsted hinzu, und sie vollzogen weitere Änderungen am Plan. Die Flatbush Avenue verlief zwar weiterhin durch den Park, jedoch mehr am Rande und somit weniger teilend. Ebenso wurde ein See angelegt, zwar nicht wie von Vaux gewünscht in der Mitte, sondern vielmehr am südlichen Ende des Parks. Der endgültige Entwurf wurde im Frühjahr 1866 vorgelegt und beschlossen. Im Juni 1866 wurde mit den Bauarbeiten begonnen und am 19. Oktober 1867 erfolgte die Eröffnung. Der Park war zu diesem Zeitpunkt jedoch noch nicht fertig gestaltet. Der Abschluss der Gestaltungsarbeiten erfolgte erst 1873.
Der Prospect Park wurde am 17. September 1980 in das National Register of Historic Places aufgenommen.
Ab 2. Januar 2018 wird der Park komplett und dauerhaft für den Autoverkehr gesperrt. In den Jahren davor waren manche Straßen im Park schon für Autos gesperrt worden, zuletzt durfte der East Drive noch während der morgendlichen Hauptverkehrszeit befahren werden.

## Die Bäume und Büsche im Park
Unter den einheimischen Laubbäumen findet man im Prospect Park: Amerikanische Ulme, die Eichen und Ahornbäume, gelbe Pappel oder Tulpenbaum, Esche, rote Maulbeere, Wildkirsche, Hartriegel, Geweihbaum, Sassafrasbaum und Milchorangenbaum. Zu den Amerikanischen Nadelbäumen gehören die Weiß-Kiefer, Blaufichte, Schierling, und die Sumpfzypresse aus dem südlichen Sümpfen. Auf „den inneren Hängen des Lookout Hill“ gab es eine Sammlung, auf natürliche Weise angeordnet, der heikelsten Sträucher und Bäume, vor allem Immergrün, wie Rhododendren, Lorbeerrosen, Azaleen und Rosmarinheide. Das Ufer des Sees wurde in „malerischen Gruppen von immergrünen und Laubbäume bepflanzt.“
Von Anfang an wurden viele Pflanzen aus anderen Teilen der Welt in den Park eingeführt, von denen einige Geschenke waren. Unter den Bäumen aus Europa waren: der Berg-Ahorn, Spitzahorn, Holländische Linde, Stieleichen, Englische Ulme, Bergulme, Englischer Feldahorn, Rotbuche, Hainbuche, Rosskastanie und Österreichische Schwarzkiefer.

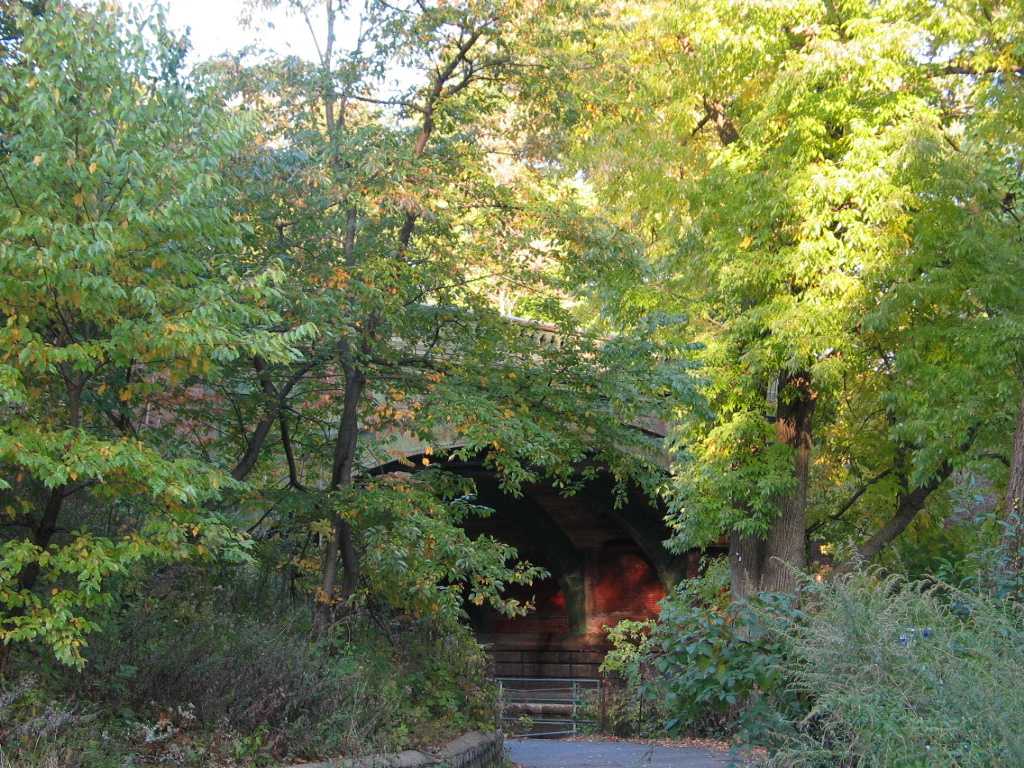
Terrace Bridge

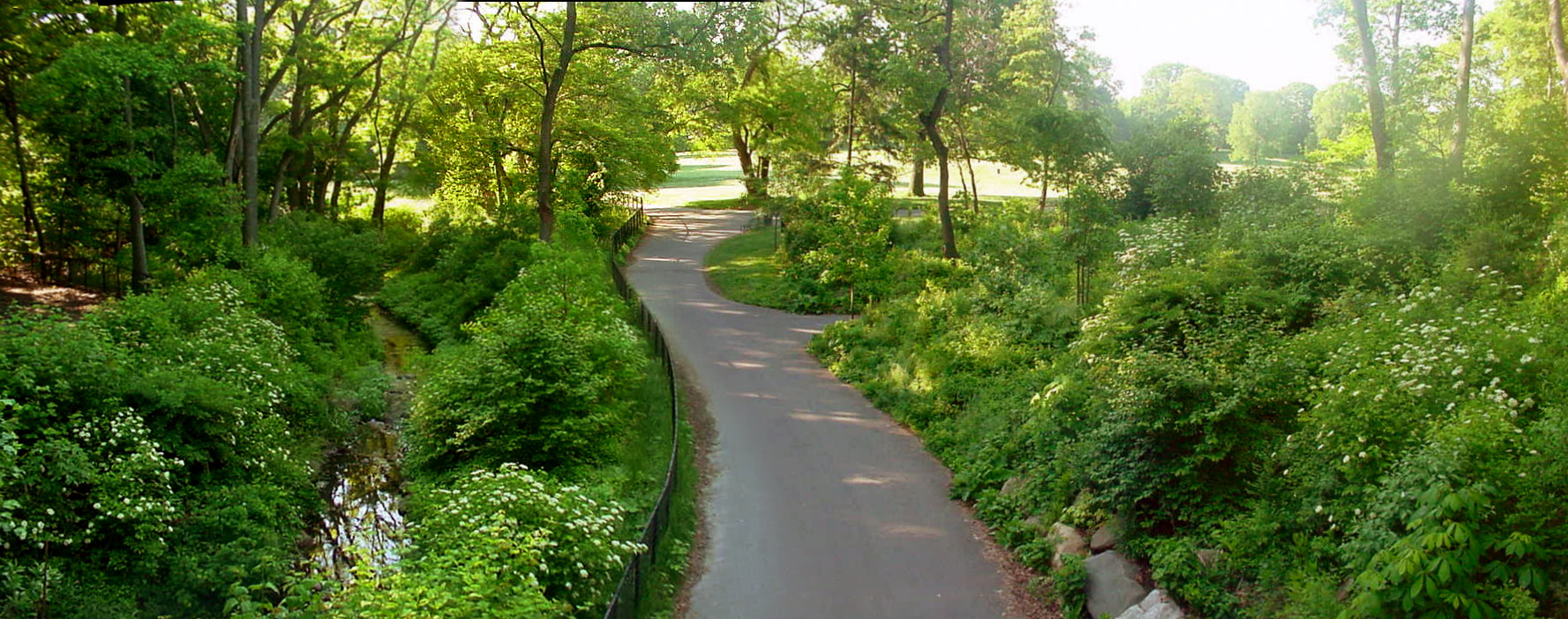
Nethermead

Als Einzelbaum ist die Camperdown-Ulme in der Nähe des Cleft-Ridge-Spannbogens das bemerkenswerteste Beispiel, eine Bergulme auf einer normalen Ulme gepfropft ergab einen Baum mit fast verzerrten waagerechten Ästen.
Asiatische Bäume sind der Japanische Schnurbaum, Ginkgo, Himmelsbaum, Chinesische Ulme, chinesische Baumflieder und Magnolie. Unter orientalischen Immergrün sind die Emodi-Kiefer, Vielförmige Kiefer und die Kaukasus-Fichte.
Ein Baum-Transport-Maschine wurde 1867 von dem beratenden Ingenieur John Y. Culyer entwickelt. Sie ermöglichte, dass ein Baum von guter Größe, zusammen mit einem großen Teil der Erde um seine Wurzeln, aufrecht stehend ohne Schaden an einem anderen Ort gebracht werden konnte. Zahlreiche Bäume, die in Long Meadow standen, wurden entfernt und an anderer Stelle von diesem Gerät wieder neu eingepflanzt. Allein im Jahre 1872 wurden 284 Bäume so transplantiert.
Der Park hatte eine eigene Baumschule, in dem ein Durchschnitt von 30.000 Bäumen und 25.000 andere Pflanzen gehalten wurden, und in den ersten zwei Jahren während des Aufbaus Prospect Park, wurden über 73.000 Bäume und Sträucher aus diesem Bestand gesetzt. Es wurden aber auch Bäume von anderen Baumschulen außerhalb des Parks importiert, die viel größer waren.
Die Arbeit begann im Juni 1866 mit einer Besatzung von 300 Männern. Obwohl die Beschäftigung während der Wintermonate sank, stieg die Zahl der Mitarbeiter auf einen Spitzenwert im Oktober 1867, als 1825 auf der Gehaltsliste standen. Danach ebbte die Zahl ab, mit einem Durchschnitt von etwa 1100 Beschäftigten in den warmen Monaten des Jahres 1868, danach wiederum ca. 1000 Männer im Jahr 1869, 750 im Jahr 1870 und wieder auf 1100 im Jahr 1871. Aufgrund der Depression des Jahres 1873 verringerte sich die Zahl der Beschäftigten auf etwa die Hälfte dieser Zahl.

## Sehenswertes und Einrichtungen im Park
Zu den Attraktionen gehören:
- Brooklyns einziger See, mit einer Fläche von 60-acre (24 ha);
- die Long Meadow, eine 90-acre (36 ha) große Wiese;
- das Picknick-Haus, mit Büros und einer Halle, die für Partys bis zu 175 Gäste aufnehmen kann;
- die Litchfield Villa, das bereits vor Einrichtung des Parks bestehende Haus von Edwin Clark Litchfield,[4] dem ehemaligen Besitzer des südlichen Teils des Parks; in der Villa ist heute die Parkverwaltung untergebracht;
- der Prospect Park Zoo, mit einem großen Naturschutzgebiet, das von der Wildlife Conservation Society verwaltet wird;
- das Bootshaus, beherbergt ein Besucherzentrum und das erste städtische Audubon Center;
- der Prospect Park Bandshell (Konzertmuschel), wo kostenlose Konzerte im Freien im Sommer veranstaltet werden;
- Sportanlagen, darunter sieben Baseball-Felder in der Long Meadow, das Prospect Park Tennis Center, Basketball-Felder, Fußballplätze und der New York Pétanque (Boule)-Verein[5] auf dem Parade Ground.

## Prospect Park Alliance
Die Prospect Park Alliance formierte sich 1987 mit dem Ziel, den Park zu restaurieren, nachdem jahrelang die Haushaltsmittel gekürzt worden waren und ein stetiger Verfall sowohl durch die Natur selber und durch die Nutzung nicht mehr zu übersehen war.
Die Familiendynastie der Grundstücksmakler Le Frak schenkte dem Park $10 Millionen für die Erneuerung der Eisbahn, die nach Samuel and Ethel LeFrak benannt werden soll, den Eltern der Stifter. Nach Jahren der Verzögerung sind die Baukosten auf $74 Millionen gestiegen und werden aus einem Mix von öffentlichen und privaten Mitteln finanziert. Das neue Lakeside Center wurde von den Architekten Tod Williams und Billie Tsien geplant.